# Par de bases

Representación del par de bases adenina-timina

En genética un par de bases (del término en inglés base pair, bp) es una unidad que consta de dos nucleobases unidas entre sí por enlaces de hidrógeno. Forman los bloques de construcción de la doble hélice de ADN, y contribuyen a la estructura plegada de ADN y ARN. Dictados por patrones de enlace de hidrógeno específicos, el apareamiento canónico de bases Watson-Crick (guanina-citosina y adenina-timina) permiten a la hélice del ADN mantener una estructura helicoidal regular que depende sutilmente de su secuencia de nucleótidos. La naturaleza complementaria de esta estructura basada en parejas proporciona una copia de seguridad de toda la información genética codificada en el ADN bicatenario. La estructura regular y la redundancia de datos proporcionada por la doble hélice de ADN hacen que el ADN sea muy adecuado para el almacenamiento de información genética, mientras que el acoplamiento de bases entre el ADN y los nucleótidos entrantes proporciona el mecanismo a través del cual la ADN polimerasa replica el ADN y la ARN polimerasa transcribe ADN en ARN. Muchas proteínas de unión a ADN pueden reconocer patrones específicos de apareamiento de bases que identifican regiones reguladoras particulares de genes.
Los pares de bases intramoleculares pueden ocurrir dentro de los ácidos nucleicos monocatenarios. En ARN, la timina es reemplazada por uracilo (U).  Esto es particularmente importante, por ejemplo, en el ARN de transferencia, donde los pares de bases de Watson-Crick (guanina-citosina y adenina-uracilo) permiten la formación de hélices bicatenarias cortas y una amplia variedad de interacciones no Watson-Crick (Por ejemplo, GU o AA) permiten que los ARN se plieguen en una amplia gama de estructuras tridimensionales específicas
El apareamiento de bases es también el mecanismo por el cual los codones de las moléculas de ARN mensajero son reconocidas por anticodones de los ARN de transferencia durante la traducción (genética) de proteína. Esto da como resultado que la secuencia de nucleótidos de ARNm se traduce en la secuencia de aminoácidos de proteínas a través del código genético. Algunas enzimas de enlace ADN- o ARN pueden reconocer apareamiento de bases específicas identificando regiones de genes con particulares regulaciones. Un par de bases no-Watson-Crick con enlaces de hidrógeno alternados también puede ocurrir, especialmente en ARN; tales patrones comunes son par de bases Hoogsteen.
El tamaño de un gen individual o del genoma entero de un organismo se mide a menudo en pares de bases porque el ADN es generalmente de doble hebra. Por lo tanto, el número de pares de bases totales es igual al número de nucleótidos en una de las hebras (con la excepción de regiones monocatenarias no codificantes de telómeros). Se calcula que el genoma humano haploide (23 cromosomas) tiene aproximadamente 3,2 mil millones de bases de largo y contiene 20 000-25 000 genes distintos que codifican las proteínas.
La cantidad total de pares de bases de ADN relacionados en la Tierra se estima en 5,0 x 1037, y pesa 50 mil millones de toneladas. En comparación, se ha estimado que la masa total de la biosfera es de 4 TtC (billones de toneladas de carbono).

## Medida de longitud
Las siguientes abreviaciones son usadas comúnmente para referirse a la longitud de una molécula de ADN/ARN:
| Unidad de medida | Unidad de medida | Conversión                                                         |
| ---------------- | ---------------- | ------------------------------------------------------------------ |
| Abreviatura      | Nombre           | Conversión                                                         |
| pb               | par de bases     | 1 pb ≈ 3,4 Å ≈ 618 - 643 daltons (para ADN y ARN, respectivamente) |
| kpb o kb         | kilobase         | 1 000 pb                                                           |
| Mpb o Mb         | megabase         | 1 000 000 pb                                                       |
| Gpb o Gb         | gigabase         | 1 000 000 000 pb                                                   |

En el caso de una molécula de ADN/ARN monocatenario se suele emplear como medida de longitud el número de nucleótidos, abreviado nt (o knt, Mnt, Gnt), puesto que en estas moléculas las bases no se organizan en pares.
Adicionalmente, se usa el centimorgan para indicar distancias en los cromosomas, aunque el número de pares de bases que abarca esta unidad varía extensamente. En el genoma de los seres humanos abarca alrededor de un millón de pares de bases.
Una kilobase (kb) es una unidad de medida en biología molecular igual a 1000 pares de bases de ADN o ARN.Este término se utiliza frecuentemente en genética y biología molecular por la comodidad que le confiere ser del mismo orden de magnitud que la cantidad de información que lleva un único gen, así como para denotar el tamaño del genoma de organismos en los que este es muy pequeño, como virus, o para el tamaño de estructuras utilizadas en ingeniería genética como plásmidos o cósmidos.